# حسن الجوار
حسن الجوار هو الإحسانُ إلى الجيران، وتجنّب إيذائهم، والالتزام بالأخلاق الحسنة في التعامل معهم، وعدم البغي عليهم أو ظلمهم واحترام حرمة بيوتهم، وترك الأثر الطيّب في نفوسِهم؛ لإنشاء مجتمع متماسك، يحبّ بعضه بعضاً، ويتمنّى فيه الجميعُ الخيرَ لبعضِهم البعض، ولا يقتصرُ ذلك على الجار المسلم، حيثُ إنّه حق واجب للجارِ مهما كانت ديانتُه، فحسن الجوار مكرمةٌ من مكارم الأخلاق، وحقٌّ مِن حقوق الإنسان، وسلوكٌ اجتماعي وحضاري، فالإنسان يسعَد بحُسن جواره، ويشقى بسوئه.
والجار هو الذي يلاصق أو يقرب سكنه من سكنك، وحدد العلماء دائرة الجيرة إلى مدى أربعين دارًا من كل جهة من أمام، وخلف ويمين وشمال، ومن كان هذه حاله فله من الحقوق وعليه من الواجبات ما يجعل الجوار نعمة وراحة...
والإسلام يقوم على جملة مرتكزات ترتقي بالفرد وتسمو بالمجتمع، ومن أهم تلك المرتكزات: المبادئ الأخلاقية والقِيَم الفاضلة التي تجعل من الأمة أسرة مترابطة، ولكي تسلم العلاقات الاجتماعية ينبغي أن تقوم على الأسس التي دعا إليها القرآن الكريم؛ قال تعالى: ﴿يَا أَيُّهَا النَّاسُ إِنَّا خَلَقْنَاكُم مِّن ذَكَرٍ وَأُنثَى وَجَعَلْنَاكُمْ شُعُوباً وَقَبَائِلَ لِتَعَارَفُوا إِنَّ أَكْرَمَكُمْ عِندَ اللَّهِ أَتْقَاكُمْ إِنَّ اللَّهَ عَلِيمٌ خَبِيرٌ﴾ ~[الحجرات: 13].
والجار ثلاثة أنواع: جار مسلم وذو قُربى، وجار مسلم وليس له قربى، وجار كافر، فالجار الكافر له حق واحد، والجار المسلم له حق الإسلام والجوار، والقريب له حق الجوار والإسلام والقرابة، فخير الأصحاب عند الله خيرهم لصاحبه، وخير الجيران عند الله خيرهم لجاره بجميع أنواعه.

## النصوص الإسلامية في حسن الجوار
- في القرآن:

أمرنا الله تعالى بحُسن الجوار، وعطَفه على الإحسان بالوالدين وذي القربى واليتامى والمساكين بعد قَرْنِ ذلك كلِّه بعبادته وعدم الإشراك به، فقال تعالى: ﴿وَاعْبُدُوا اللَّهَ وَلَا تُشْرِكُوا بِهِ شَيْئًا وَبِالْوَالِدَيْنِ إِحْسَانًا وَبِذِي الْقُرْبَى وَالْيَتَامَى وَالْمَسَاكِينِ وَالْجَارِ ذِي الْقُرْبَى وَالْجَارِ الْجُنُبِ﴾ ~[النساء: 36].
{وَالْجَارِ ذِي الْقُرْبَى} أي: الجار القريب الذي له حقان حق الجوار وحق القرابة، فله على جاره حق وإحسان راجع إلى العرف. {و} كذلك {الْجَارِ الْجُنُبِ} أي: الذي ليس له قرابة. وكلما كان الجار أقرب بابًا كان آكد حقًّا، فينبغي للجار أن يتعاهد جاره بالهدية والصدقة والدعوة واللطافة بالأقوال والأفعال وعدم أذيته بقول أو فعل.
- في السنة:

أفاضت السنة النبوية في بيان رعاية حقوق الجار، والوصية به، وصيانة عرضه، والحفاظ على شرفه، وستر عورته، وسد خلَّته. ومن أجلى تلك النصوص:
- قول النبي ﷺ: "«ما زال جبريل يوصيني بالجار حتى ظننت أنه سيورثه».
- وقال ﷺ: «مَنْ كَانَ يُؤْمِنُ بِاللَّهِ وَالْيَوْمِ الْآخِرِ فَلْيُكْرِمْ جَارَهُ ...». وفي رواية: ((مَن كان يؤمن بالله واليوم الآخر، فليُحسِنْ إلى جاره))، وفي أخرى: ((من كان يؤمن بالله واليوم الآخر، فلا يؤذي جارَه)).
- وأوصى ﷺ أبا ذر  بقوله: «يا أبا ذر! إذا طبخت مرقة، فأكثر ماءها، وتعاهد جيرانك». وهذا يدل على أنَّ إهداءُ الطعام مِن خصال الإحسان إلى الجوار؛ لِما فيه من التحبب والتواصل والمواساة بين الجيران.
- وعن عائشة  قالت: «قلت: يا رسول اللَّه إِنَّ لي جَارَيْنِ، فَإِلى أَيِّهما أُهْدِى؟ قال: "إلى أَقْربهمِا مِنْك باباً"».
- وقال ﷺ: «كن ورعا تكن أعبد الناس، وكن قنعًا تكن أشكر الناس، وأحب للناس ما تحب لنفسك تكن مؤمنًا، وأحسن مجاورة من جاورك تكن مسلمًا.».
- وقال ﷺ: «ما آمن بي من بات شبعان وجاره جائع إلى جنبه وهو يعلم». يدل الحديث على أنّ مِن أشرِّ وأخطر مظاهر الإساءة للجيران: أن يبيتَ الإنسان متخمًا متنعمًا باللذائذ والطيبات، وجيرانه يتضورون جوعًا، وهو يعلم حاجتهم وفاقتهم، فلا يمد لهم يد العون والمساعدة، ولا يُهدي إليهم ما يسُدُّ جَوْعتهم ويقضي حاجتَهم؛ ولذلك نفى رسولُ الله ﷺ عن هذا الجارِ البَطِرِ القاسي صفةَ الإيمان.
- وأخبَر النبي ﷺ عن محبة الله تعالى للمحسن لجيرانه، الصابر على أذاهم؛ فقال: «مَن سرَّه أن يحب الله ورسوله، أو يحبه الله ورسوله، فليصدُقْ حديثه إذا حدث، وليؤدِّ أمانته إذا اؤتمن، وليُحسِن جوار مَن جاوره».
- وقال ﷺ: «ثلاثةٌ يحبهم الله، وثلاثةٌ يشنَؤُهم الله عز وجل؛ [وذكر ممن يحب]: والرجل يكون له الجار يؤذيه جواره، فيصبر على أذاه حتى يفرِّقَ بينهما موتٌ أو ظعنٌ».
- وقال رسول الله ﷺ: «ثلاث خصال مِن سعادة المرء المسلم في الدنيا‌: الجار الصالح، والمسكن الواسع، والمركَبُ الهَنِيء». وهذا يدل على أنّ مِن سعادة المرء في الدنيا أن يلقى جارًا صالحًا تقيًّا، يتبادل معه المودة والإحسان، فيذكِّره إذا نسِي، ويُعِينه إذا احتاج، ويعطيه إذا افتقر، ويعُودُه إذا مرض، ويُغِيثه إذا استنجد، ويهنِّئه إذا فرح، ويشاركه فرحه وسروره، ويعزيه في مصيبته، ويصفح عن زلاته، ويحرس بيته إذا غاب عنه، ولا يفشي أسراره، ولا يتطلع إلى عَوْراته، ويناصحه في أمر دينه ودنياه.
- وقال ﷺ: «خيرُ الأصحاب عند الله خيرُهم لصاحبه، وخير الجيران عند الله خيرُهم لجاره».
- وقال رسول الله ﷺ: «يا نساء المسلمات، لا تحقرن جارةٌ لجارتها، ولو فِرْسِن شاةٍ»، ويدل هذا الحديث على أنه لا ينبغي للجار أن يحتقر، أو يستقل، أو يتأفف مما يهديه إليه جارُه، مهما قل شأنه، بل عليه أن يشكر ذلك، ويكافئه عليه؛ فقد وقال ﷺ: «مَن صنع إليكم معروفًا فكافئوه، فإن لم تجدوا ما تكافِئونه فادعُوا له حتى ترَوْا أنكم قد كافأتموه».
- وقال ﷺ: «لا يمنَع أحدُكم جارَه أن يغرز خشبة في جداره». وهنا يدعوا رسول الله ﷺ إلى التياسُر والمرونة في معاملة الجيران، وعدم التشديد والمشاحة في الحقوق معهم.
- وقال ﷺ: «لا يدخل الجنةَ مَن لا يأمن جارُه بوائقَه»؛ يحذَّر النبي ﷺ في هذا الحديث من الإساءة إلى الجيران أشد التحذير، وأخبر أن الإساءة إليهم قد تمنع صاحبها من دخول الجنة وذلك لأن الإساءة إلى الجيران تتعارَضُ مع كمال الإيمان بالله تعالى، وهذا ما أخبَر به النبي ﷺ بعد أن أكد ذلك بعدة مؤكدات، فأقسم بالله، وكرر قَسَمَه ثلاث مرات، فقال: «(والله لا يؤمن، والله لا يؤمن، والله لا يؤمن)، قيل: ومَن يا رسول الله؟ قال: (الذي لا يأمن جارُه بوائقَه)».
- «سأل رجلٌ رسولَ الله ﷺ فقال: يا رسول الله، إن فلانةَ، يذكر من كثرة صلاتها وصيامها وصدقتها، غيرَ أنها تؤذي جيرانها بلسانها، قال: ((هي في النار))، قال: يا رسول الله، فإن فلانةَ، يذكر مِن قلة صيامها وصدقتها وصلاتها، وإنها تصدق بالأثوار من الأقط، ولا تؤذي جيرانها بلسانها، قال: ((هي في الجنة))». ويدل هذا الحديث على أنّه لا ينبغي للمسلم أن يغتَرَّ بكثرة صلاته وصيامه وصدقته، إن كان مسيئًا لجيرانه؛ لأن كمال الدين إنما يكون بحُسن التعامل والمعاملة، والعباداتُ المقبولة: هي التي تُثمر صلة صحيحة بالله تعالى، وسلوكًا مستقيمًا مع الناس، منسجمًا ومتوافقًا مع ما أراده الله تعالى؛ فالمرأة الأُولى التي في الحديث لم تنفعها كثرة عباداتها مع سوء فعالها مع جيرانها، أما الأخرى فنجَتْ من عذاب الله وحظِيَتْ بكرامته رغم قلة عبادتها.
- في أقوال السلف والعلماء:

- جاء رجل إلى عبد الله بن مسعود وقال: إن لي جارًا يؤذيني ويشتمني ويضيِّقُ عليَّ، فقال ابن مسعود: اذهبْ فإنْ هو عَصَى اللهَ فِيكَ فأطعِ اللهَ فيه.
- بلغ ابْنَ المقفَّع أنَّ جارًا له يبيع دارَهُ في دَيْنٍ رَكِبَهُ، وكان يجلس في ظِلِّ داره فقال: ما قمت إذن بحرمة ظل داره فدفع إليه ثمن الدار وقال: لا تبيعها.
- ويروى أن محمد بن الجهم كان جارًا لسعيد بن العاص عاش سنوات ينعم بجواره فلما عرض محمد بن الجهم داره للبيع بخمسين ألف درهم، وحضر الشهود ليشهدوا، قال: بكم تشترون مني جوار سعيد بن العاص؟ قالوا: إن الجوار لا يباع، وما جئنا إلا لنشتري الدار. فقال: وكيف لا يباع جوار من إذا سألته أعطاك، وإن سكتَّ عنه بادرك بالسؤال، وإن أسأت إليه أحسن إليك، وإن هجته عطف عليك؟ فبلغ ذلك الكلام جاره سعيد بن العاص فبعث إليه بمائة ألف درهم وقال له: أمسك عليك دارك.

## حقوق الجار
- إلقاء السلام عليه؛ لما في السلام من تقريب للقلوب، وتثبيتٍ للمحبة والودّ، وهو من الأخلاق الحميدة، والصفات الرفيعة.
- زيارته في مرضه، والسؤال عن صحّته، والدعاء له بالشفاء والصبر.
- السير فيجنازته عند موته، وتقديم العزاء فيه، والمساهمة في إعداد الطعام وتقديمه لأهله.
- دعوته إلى المناسبات، مثل: الأعراس، وحفلات النجاح وغيرها، كذلك تلبية دعوته إلى مناسباته.
- سترُ عيوبه، وعدم التكلم بها أمام الناس، وحفظ عرضه.
- أمره بالمعروف ونهيه عن المنكر.
- عرض البيت عليه في حال الرغبة في بيعه، لأنّه أولى الناس به.
- تقديم النصيحة الصادقة له في كلّ وقت.
- تعظيم حرماته، وتجنّب غدره أو خيانته أو المكر له أو معاونة الآخرين عليه.
- عدم رمي القاذورات أمام بيته، وإماطة الأذى عنه.
- عدم إيذائه بتطاول البنيان عليه، وعدم رفع الأصوات وإيذائه بها، مثل صوت الأغاني الصاخب.
- تفقده في كل وقت، والاهتمام بقضاء حوائجه قدر الإمكان.
- عدم غيبته، أو السعي في الفتنة بينه وبين الناس. تحمّل أذاه، والصبر عليه.
- تقديم الطعام له ومواساته إذا كان فقيراً.
- زيارته في الأعياد، وتهنئته.
- تمنّي الخير لجاره كما يتمناه لنفسه.
- رعاية أبنائه وأسرته عند غيابه عن بيته، وتقديم الخدمات التي يحتاجونها لهم. وعدم التفريط في حقوقه أبداً.[20][21]

## أسس حسن الجوار
ـ الأساس الاعتقادي: فحسن الجوار من مظاهر الإيمان، لقوله ﷺ: (من كان يؤمن بالله واليوم الآخر فلا يؤذ جاره) ~صحيح البخاري.
ـ الأساس التعبدي: حيث يعد الإحسان إلى الجار من العبادات التي يثاب فاعلها.
ـ الأساس الأخلاقي: فمن حسن الأخلاق الإحسان إلى الجار، وعدم السخرية منه، أو التجسس عليه، فعن أبي هريرة  أن النبي ﷺ قال: «يا نساء المسلمات: لا تحقرن جارة لجارتها ولو فرسن شاة» ~صحيح البخاري، وقال ﷺ أيضا: (وخير الجيران عند الله خيرهم لجاره).

## مقاصد حسن الجوار
- تمتين الروابط الاجتماعية:

حيث أن الإسلام قد أنزل الجار منزلة كادت توازي منزلة ذوي القربى، فقد روى ابن عمر أن النبي ﷺ قال: «ما زال جبريل يوصيني بالجار حتى ظننت أنه سيورثه».
- إرساء الأمن الاجتماعي:

فالرسول ﷺ نفى الإيمان عن كل مسلم لا يأمن جاره شروره ومكائده، قال ﷺ: «والله لا يؤمن، والله لا يؤمن، والله لا يؤمن، قيل من يا رسول الله؟ قال: الذي لا يأمن جاره يوائقه».
- إنشاء مجتمع متلاحم وقوي:

فعن أبي موسى الأشعري  أن النبي ﷺ قال: «المؤمن للمؤمن كالبنيان يشد بعضه بعضا».
- إقامة السلام العالمي بين الدول والشعوب .